# Edil Rosenqvist
Edil Albert Rosenqvist (* 11. Dezember 1892 in Degerby; † 14. September 1973 in Helsinki) war ein finnischer Ringer im griechisch-römischen Stil. Er rang in seiner Karriere im Halbschwer- und im Schwergewicht. 1921 und 1922 wurde er Weltmeister, bei seinen beiden Teilnahmen an Olympischen Spielen 1920 und 1924 errang er Silber. In Finnland startete er für den Helsingin Atleettiklubi, einer der führenden Ringervereine zu seiner Zeit.

## Internationale Erfolge
(OS=Olympische Spiele, WM=Weltmeisterschaften, EM=Europameisterschaften; GR=griechisch-römisch, Hsg=Halbschwergewicht, Sg=Schwergewicht)
- 1920, 2. Platz, OS in Antwerpen, GR, Hsg, hinter Claes Johanson, Schweden und vor Johannes Eriksen, Dänemark
- 1921, 1. Platz, WM in Helsinki, GR, Hsg, vor Rudolf Svensson, Schweden und Johan Muijs, Niederlande
- 1922, 1. Platz, WM in Stockholm, GR, Hsg, vor Rudolf Svensson und Svend Nielsen, Dänemark
- 1924, 2. Platz, OS in Paris, GR Sg, hinter Henri Deglane, Frankreich und vor Raymund Badó, Ungarn
- 1930, 3. Platz, EM in Stockholm, GR, Hsg, hinter Carl Westergren, Schweden und Einar Hansen, Dänemark

## Finnische Meisterschaften
- 1918, 2. Platz, GR, Hsg, hinter Arthur Lindfors
- 1919, 1. Platz, GR, Sg, vor Johan Gallen Kalema
- 1920, 1. Platz, GR, Sg, vor Jussi Salila
- 1921, 1. Platz, Gr, Hsg
- 1930, 1. Platz, GR, Hsg, vor Onni Pellinen und Aukusti Sihvola